# جاك وليامز (صحفي)
جاك وليامز (بالإنجليزية: Jack Williams)‏ هو صحفي أمريكي، ولد في 29 أكتوبر 1944 في بوكاتيلو في الولايات المتحدة.